# دبلوم وطني عال
الدبلوم الوطني العالي هو مؤهل عالٍ في المملكة المتحدة والعديد من البلدان. تشمل الجول التي تقدم تلك الدرجة العلمية الدول الأخرى ذات العلاقات البريطانية كالأرجنتين، وفنلندا، والهند، ومالطا، ونيجيريا، وغانا. يمكن استخدام هذا المؤهل للالتحاق بالجامعات على مستوى متقدم، حيث يعتبر معادلاً للسنة الثانية من دورة الشهادة الجامعية لمدة ثلاث سنوات، أو السنة الثالثة من دورة دراسية جامعية لمدة أربع سنوات، أو في بعض الحالات مكافئة إلى درجة جامعية.

## نظرة عامة
يصف بيرسونز الدبلوم الوطني العالي بأنه «مؤهل شبه مهني للدراسة بدوام كامل في غضون عامين إلى ثلاثة أعوام أكاديمية، كما يمكن دراستها بدوام جزئي. تعادل تلك الشهادة العامين الأولين من درجة 3 سنوات مع مرتبة الشرف، وهو على نفس المستوى من السنة الثانية من درجة البكالوريوس العادية أو دبلوم التعليم العالي».
في إنجلترا وويلز وأيرلندا الشمالية، يعتبر الدبلوم الوطني العالي مؤهلاً للعديد من الهيئات المانحة، مثل دبلوم اتحاد السياحة والضيافة المتقدم، ودبلوم هيئة البرامج المهنية الاسكتلندية. في اسكتلندا، يُمنح الدبلوم من قِبَل هيئة المؤهلات الاسكتلندية. يعادل الدبلوم هناك تقريبًا السنة الثانية من الجامعة ودبلوم التعليم العالي، ولكن في بعض الحالات قد يكون هامشيًا أقل من درجة البكالوريوس. يأخذ الدبلوم الوطني العالي عامين من الدراسة بدوام كامل، أو سنة واحدة بدوام كامل بعد الانتهاء بنجاح من شهادة وطنية عليا. تستغرق الدراسة بدوام جزئي وقتا أطول.
في غانا، يُمنح الدبلوم الوطني العالي في كلية الفنون التطبيقية مع برامج للدراسات الإدارية والدراسات الإدارية، وكذلك مكافآت لدرجة الزمالة في إدارة الأعمال، والمحاسبة، والتسويق، إلخ.
في نيجيريا، يُعد برنامج الدبلوم الوطني العالي استمرارًا لبرنامج الدبلوم الوطني، الذي تقدمه المعاهد الفنية المتعددة. كلا البرنامجين لديهما مدة سنتين لكل منهما مع فترة استراحة لمدة عام واحد بعد برنامج الدبلوم الوطني لترتبط بالتدريب الصناعي في الصناعات ذات الصلة. عند الانتهاء من برنامج الدبلوم الوطني، يكون الخريج قد أمضى 4 إلى 5 سنوات. وبالتالي، تُحال الدبلومات الوطنية العليا أحيانًا إلى «مكافئ» من الدرجة الأولى. على الرغم من وجود اختلاف منذ فترة طويلة حول «التكافؤ» من الدبلوم الوطني إلى درجة الجامعة الأولى. قام أصحاب العمل بما في ذلك الحكومة وسياساتها بالتمييز ضد حاملي الدرجات العلمية العليا - مما جعلهم أقل من نظرائهم في الجامعات ومنعهم من الوصول إلى الكوادر الإدارية. ومع ذلك، في أعقاب سلسلة من الجهود من قبل طلاب ومحاضرين في العلوم التطبيقية والكيانات المعنية، قامت الحكومة الفيدرالية بمحاولات لإزالة الانقسام بين حاملي الدرجات العلمية العليا ودرجات الدبلوم في أماكن التوظيف. آتت الجهود ثمارها حيث بدأت بعض المنظمات الحكومية خاصةً المنظمات شبه العسكرية في ترقية وتوظيف حاملي الدرجات العلمية العليا على قدم المساواة مع نظرائهم من الدرجة الأولى. ادعى البعض حتى أن خريجي الدبلوماسيين الهنود الحمر أفضل من نظرائهم في الجامعات في نفس المجالات.
في اسكتلندا، يكون الدبلوم الوطني العالي هو المستوى الثامن في الإطار الإسكتلندي للائتمان والمؤهلات، وفي إنكلترا وويلز وأيرلندا الشمالية يكون المستوى 5 في إطار المؤهلات الخاضعة للوائح إطار الائتمان والمؤهلات في ويلز. ومن الشائع جدًا بالنسبة لأولئك الذين حصلوا على تلك الدرجة العلمية إضافة شهادات أخرى إلى مؤهلاتهم من خلال التقدم إلى مستويات أخرى مثل المؤهلات المهنية أو الشهادات العلمية الأخرى.
تأخذ العديد من الجامعات الطلاب الذين أكملوا دراستهم الوطنية العليا في السنة الثالثة لدورة دراسية، خاصةً في مجالات مثل الأعمال، والسنة الثانية لعلوم الكمبيوتر أو درجة الهندسة. غالبًا ما يسمى هذا «بالرفع». من الممكن أن يتقدم الطلاب مباشرة إلى المستوى السادس أو السنة الثالثة في هذه الجامعات في جميع أنحاء العالم. تعتمد تلك الدورات على وحدات مأخوذة في الدبلوم الوطني العالي. ويعني ذلك أيضًا أنه بعد مرور ثلاث سنوات، أو أربع سنوات إذا تم اختيار سنة توظيف، يمكن للطالب الحصول على الدبلوم الوطني العالي ودرجة الشرف إذا كان يدرس في إحدى الجامعات في إنجلترا أو ويلز أو أيرلندا الشمالية. عادةً ما تكون درجات الشرف الأيرلندية والإكوادورية هي أربع سنوات، ولذلك يلزم عام إضافي من الدراسة. في أيرلندا، يمكن التقدم إلى العام الأخير للجامعات العادية لمدة ثلاث سنوات في معهد التكنولوجيا.
عند التخرج، يُسمح للطلاب باستخدام لقب الحاصل على الدبلوم الطني العالي بعد اسمهم، وعادةً ما يتبعه اسم الدورة بين قوسين.

## روابط خارجية
- Directgov: Higher National Certificates and Higher National Diplomas
- Engineering Council HNC/HND accreditation